# Institut d'administration des entreprises de Nice
 (octobre 2019).
 (mai 2024).
L'institut d'administration des entreprises de Nice (IAE) (Graduate School of Management) est un établissement d’enseignement supérieur composante de l'Université Côte d'Azur. C'est une école de commerce publique spécialisée dans les sciences de gestion et du management plus particulièrement en comptabilité, contrôle, finance, marketing, ingénierie commerciale, communication, marketing évènementiel sportif, management public, management des talents, hôtellerie internationale, management de l'art et de la culture, recherche et conseil en management.
Il fait partie du réseau national des IAE qui comporte 37 IAE en France et outre-mer.

## Formations
L’IAE de Nice dispense plusieurs formations : 1 Licence 3, 17 masters et 3 Diplômes Universitaires internationaux.
- licence 3 en sciences de gestion « parcours comptabilité contrôle audit » ;
- master comptabilité contrôle audit (CCA) ;
- master contrôle de gestion et audit organisationnel (CGAO) ;
- master gestion internationale de patrimoine  ;
- master gestion des produits et risques financiers ;
- master marketing digital ;
- master ingénierie commerciale
- master entrepreneuriat et évènementiel sportif
- master management de la communication;
- master management des talents
- master recherche et conseil en management
- master tourisme hôtellerie internationale ;
- master management de l'art et de la culture ;
- master management public ;
- master management et administration des entreprises (en présentiel et à distance)
- master International Business (100% anglais)

L'IAE Nice délivre également trois diplômes internationaux dispensés 100% en anglais :
- le Bachelor of Business Administration (BBA),
- le Master of Business Administration (MBA),
- le Doctorate in Business Administration (DBA).

Les formations sont accessibles en formation initiale, apprentissage et formation continue et s’adressent à des étudiants de niveau BAC+3 et à des cadres désirant se perfectionner dans leur carrière professionnelle. Les enseignements sont dispensés par des enseignants chercheurs mais aussi à 50 % par des intervenants extérieurs issus du monde de l’entreprise.

## International
L’IAE a aussi des partenariats qui proposent certains diplômes de l'IAE sur place (diplômes délocalisés) :
- Université Houphouët Boigny d'Abidjan (Côte d'Ivoire),
- Thang Long University d’Hanoï (Viêt Nam),
- Ecole supérieure des affaires de Beyrouth (Liban),
- Université Mundiapolis de Casablanca (Maroc), UCMT Shanghai.

## Certification Qualicert
L’Institut d’Administration des Entreprises a obtenu la certification qualité Qualicert, à la suite d'un audit réalisé par l’organisme de certification indépendant SGS. Cet audit a lieu annuellement. 

## Recherche
L’IAE est adossé au Groupe de Recherche en Management (GRM).